# Alekszandr Szergejevics Gribojedov
Alekszandr Szergejevics Gribojedov (Александр Сергеевич Грибоедов), (Moszkva, 1795. január 15. – Teherán, 1829. február 11.) orosz drámaíró, diplomata.
Úgynevezett egykönyves író (homo unius libri), de fennmaradt számos más, kevésbé jelentős írása és két keringője is.

## Élete
Születésének dátuma kétséges. Talán néhány évvel 1795 előtt született, jómódúnak nem mondható nemesi családból. Otthon házitanítók oktatták, majd a moszkvai egyetemen filozófiából és jogból is diplomát szerzett, 1810-től ugyanott még matematikát is tanult. Kitűnt széles körű érdeklődésével, zenei tehetségével és különösen nyelvtudásával. Négy alapvető európai nyelven beszélt, az egyetemen a görögöt és a latint is elsajátította, később perzsául, arabul, törökül is tanult.
Miután Napóleon hadserege 1812-ben átlépte az orosz határt, önkéntesként belépett az orosz lovassághoz, de ütközetekben nem vett részt. A háború után Szentpétervárra költözött. 1814-1815-ben két folyóiratban jelentek meg irodalmi kritikái, fordításai.
1817-ben a külügyi kollégiumban (minisztériumban) vállalt szolgálatot, ahonnan ugyanabban az évben a perzsiai orosz követséghez került titkári minőségben. Három évet töltött Teheránban, utána a kaukázusi orosz hadsereg parancsnokának titkári teendőit látta el Tifliszben (ma: Tbiliszi). Itt is, mint korábban az egyetemen, kapcsolatot tartott a későbbi dekabrista felkelés több résztvevőjével. Ekkor kezdte írni Az ész bajjal jár című vígjátékát, és hogy befejezhesse, hosszabb szabadságot kapott. Egy barátja vidéki udvarházában, majd Moszkvában és Szentpéterváron fejezte be a munkát. A mű kiadását vagy színházi bemutatását azonban nem tudta elérni, így 1825 szeptemberében visszautazott a Kaukázusba. Ott tartóztatták le és vitték Szentpétervárra az összeesküvésben való részvétel gyanúja miatt. Gribojedov végig tagadott, és bizonyítékok hiányában végül szabadon engedték.
1826-tól a Kaukázusban diplomáciai szolgálatban állt, jelentős szerepe volt az 1826–1828-as orosz-perzsa háborút lezáró békekötés előkészítésében és aláírásában. Érdemeiért I. Miklós cár kitüntetésben és pénzadományban részesítette, és mint meghatalmazott minisztert küldte újból Perzsiába. Előzőleg Gribojedov megnősült, a grúz Nyina Csavcsavadzét vette feleségül, de nélküle indult el végzetes állomáshelyére. Feladata volt ellenőrizni a békeszerződés feltételeinek betartását, és biztosítania kellett Perzsia semlegességét az 1828–1829-es orosz-török háború idején. Ő maga azonban új küldetésére lényegében politikai száműzetésként tekintett.
A Pallas nagy lexikona így írja le Gribojedov halálát: „...mikor a persa háremekben fogva tartott georgiai asszonyokat és leányokat ki akarta szabadítani, a persák fellázadtak, megrohanták Gribojedov palotáját, az őrséget lekaszabolták és harminchat, a követséghez tartozó embert legyilkoltak, köztük Gribojedovot is, aki kezében karddal védekezve utolsónak esett el.” Orosz források szerint a követségi palotát fanatikusok tömege foglalta el, és a támadás a hatóságok provokációja, összeesküvés eredménye volt. Gribojedov holttestét Tifliszbe szállították, ott is temették el.
Az ész bajjal jár című drámájában az író a korabeli társadalmi visszásságokat ostorozza mély szarkazmussal. Ez a vígjáték az első, mely az orosz drámairodalomban klasszikus magaslatra emelkedett és mai napig is jelen van a világ színpadain. Ezért a művéért tartja az orosz irodalomtörténet Gribojedovot az orosz vígjáték atyjának. Van még néhány rövidebb darabja és egy befejezetlen drámája: A grúz éjszaka (Gruzinszkaja nocs). Igen szépen fordította le Goethe Faustjának előjátékát. Műveinek összkiadása 1875-ben jelent meg Szentpétervárott öt kötetben.

## Az ész bajjal jár

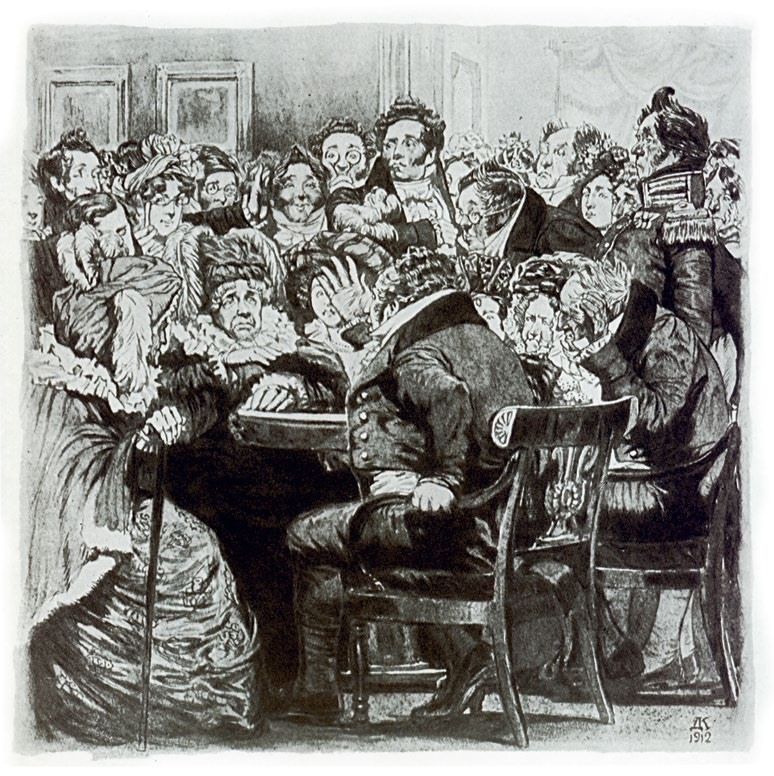
Jelenet a darabból, 1912-es illusztráció

Az ész bajjal jár (Горе от ума) – Gribojedov maradandó színműve.
A darab főhőse, a moszkvai társasági élet középpontjában forgó Csackij magányos, byroni látásmódú fiatal nemesember. Műveltsége, javítani akarása miatt szembekerül az elavult nézeteket valló, csak a rangot és a karriert tisztelő úri társasággal. Ebben a közegben „az értelem lázadása romantikus ábrándnak hat, sőt egyenesen komikussá válik.” A mindig mások véleményét ismételgető, unalmas környezetben egy hölgy kijelentése, hogy „elment az esze”, egyszerű magyarázatot kínál Csackij különös fellépésére. Maradiságot ostorozó, patetikus monológja közben Csackij azt veszi észre, hogy magára hagyták. A társaság kiveti magából az egyetlen értelmes embert, ő pedig felháborodva menekül el a társaságból és Moszkvából.
A vígjáték a klasszicista dráma hármas egységének betartásával íródott, központi alakja azonban inkább a klasszicizmust felváltó romantika magányos hőseire hasonlít. Csackij az első „felesleges ember” az orosz irodalomban, „akiben Gribojedov a romantikus Oroszország-felfogás donkihotizmusát ábrázolja.”
Hazájában a darabot – a cenzúra miatt jelentős kihagyásokkal – először 1831-ben mutatták be. Teljes szövegét elsőként 1858-ban A. I. Herzen jelentette meg külföldön, Oroszországban csak 1862-ben adták ki.

## Emlékezete
- Neve felbukkan A Mester és Margaritában, ahol Gribojedov-háznak hívják a Tömegír székházát.

## Magyarul megjelent művei
- Az ész bajjal jár. Vígjáték; ford. Fáy E. Béla, Kardos László; Budapest Irodalmi Intézet, Bp., 1947
- Orlov; ford. Gellért György; Művelt Nép, Bp., 1954 (A Kultúra mesterei)
- Az ész bajjal jár. Verses vígjáték; ford., utószó Kardos László; Új Magyar Kiadó, Bp., 1955
- Feljegyzések a pétervári árvízről; ford. Lőrincz Ágoston; inː Leningrád; szerk. Radványi Ervin, Wessely László; Európa, Bp., 1962 (Regélő városok)
- Bocsáss meg, szülőhazám! / Mint szaporodnak a sajtó-marakodások; ford. Lothár László; inː Klasszikus orosz költők; szerk. E. Fehér Pál, Lator László; Európa, Bp., 1966
- Az ész bajjal jár; ford. Kardos László; inː Az orosz dráma klasszikusai 1-2.; szerk. Makai Imre; Európa, Bp., 1973
- Az ész bajjal jár. Verses vígjáték; ford. Kardos László, utószó Kincses Elemér; Kriterion, Bukarest, 1979